# Жозеф Марі Терре
Абат Жозе́ф Марі Терре́ (фр. Joseph Marie Terray; народився 9 грудня 1715 року, Боен-сюр-Ліньйон, Франція — помер 18 лютого 1778 року, Париж, Франція) — французький релігійний і політичний діяч, останній генеральний контролер (міністр) фінансів Людовика XV (1771-74). Замовник будівництва та власник садиби Ламот-Тіллі.

## Біографія
Вкрай честолюбний, він хотів стати впливовим будь-що, не соромлячись і не зважаючи на моральні принципи; його ім'я стало у сучасників синонімом людини без сорому та совісті. Вкравшись у довіру Маркізи Помпадур і ставши з 1757 року доповідачем з усіх важливих справ, Жозеф Терре брав діяльну участь у вигнанні єзуїтів, що дало йому абатство Молем.
У 1769 році він був призначений генерал-контролером фінансів. Не замислюючись над майбутнім, він намагався задовольнити хвилинні потреби й разом з Рене Нікола де Мопу наклав на всю адміністрацію свою особливу владу. Становище фінансів було в цей час таке відчайдушне, що доводилося обирати між повним чи частковим банкрутством.
Він деякими довільними заходами у 1770 році зменшив державні витрати на 36 млн франків, а доходи збільшив на 15 млн.
Спроби Жозефа Терре переконати Людовика XV знизити витрати на придворну розкіш і забаганки були невдалі, довелося знову підвищити податки. Думка Жозефа Терре про розширення податкового навантаження на привілейовані стани зустріла такий сильний опір, що залишилася тільки в проєкті.
У боротьбі яку вів де Мопу з парламентами (вищим судом у Франції XV-XVIII ст.) Жозеф Терре брав діяльну участь, але після перемоги посварився з де Мопу. Ненавидимий громадською думкою, він був відставлений Людовиком XVI 23 серпня 1774 року і замінений на Анн Робер Жак Тюрго. Народ із захопленням вітав цю відставку, а Жозеф Терре, оселившись у своєму маєтку, невпинно інтригував проти Робера Тюрго до його падіння.